# Sneaky (Jugador)
Zachary Scuderi (Winter Springs, Florida, Estados Unidos, 19 de marzo de 1994) conocida como Sneaky, es una jugadora profesional de videojuegos, streamer, erocosplayer y actriz porno estadounidense. Inició como jugadora de League of Legends.
Sneaky se convirtió en un streamer independiente a tiempo completo en Twitch, dejando la escena profesional en enero de 2020. Sin embargo, a pesar de no jugar profesionalmente, ha declarado que no está retirado.
A partir de noviembre de 2024, Scuderi crearía una cuenta en Fansly y comenzaría a publicar más contenido de carácter crossplay y pornográfico.

## Carrera
Scuderi nacido en Winter Springs, Florida, justo al norte de Orlando, 
Originalmente un Mid Laner de Ordinance Gaming, rápidamente se convirtió en un AD Carry y pasó por varios equipos de NA, uno de los cuales incluía Team Dignitas.

### Quantic Gaming
Sneaky se unió a Quantic Gaming el 6 de abril de 2013, junto a los Balls, Meteos, Hai y LemonNation.

### Cloud9

#### Temporada 2015
Cloud9 fue el equipo norteamericano elegido por los aficionados para el IEM San José. Derrotaron a PaiN Gaming por 2-0, a Alliance por 2-1 y a Unicorns of Love por 3-0 para ganar el torneo. Sneaky puso la guinda a la final contra UOL con un pentakill ganador sobre Corki.
Gracias a su victoria en el IEM San José, Cloud9 se clasificó para el IEM Katowice de marzo. Perdieron sus dos únicas partidas, primero contra GE Tigers y luego contra yoe Flash Wolves, y terminaron en 7ª/8ª posición. A nivel nacional, su rendimiento fue inferior al principio de la temporada y ocupaban el 8º puesto al final de la segunda semana de la división de primavera de la LCS. Sin embargo, mejoraron a lo largo de la temporada y terminaron en segunda posición, por detrás de Team SoloMid, y con una plaza en los playoffs. Tras vencer a Team Liquid por 3-2, Cloud9 perdió contra TSM por 1-3 en la final y terminó el split en segunda posición.
Cloud9 sustituyó al carrilero medio Hai por Incarnati0n al comienzo del split de verano debido a la retirada de Hai. Su rendimiento no fue bueno durante las cinco primeras semanas del split y sustituyeron a Meteos por Hai en la sexta semana. Con Hai de vuelta en el equipo, el récord de Cloud9 mejoró de 3-7 a 6-12 al final del split, y terminaron en 7º lugar tras una victoria por desempate contra el Equipo 8, evitando por poco el descenso y conservando sus puntos de campeonato, aunque no se clasificaron para las eliminatorias. En las finales regionales, Cloud9 se deshizo de Gravity Gaming y Team Impulse antes de vencer a Team Liquid por 3-1 en la final. Las catorce partidas que disputaron a lo largo de tres días les otorgaron el tercer puesto de Norteamérica en el Campeonato Mundial de la Temporada 2015, el tercero consecutivo para Cloud9. En particular, Sneaky se enfrentó a Vayne en cuatro partidas (3-1) y a Draven en dos (2-0), y obtuvo un KDA de 10,09 en todas las victorias de Cloud9; también recibió el título de MVP de la serie final del torneo.
Cloud9, considerado un tapado en los Worlds, quedó encuadrado en el Grupo B junto con Fnatic, ahq e Invictus Gaming, y se esperaba que ocupara el último lugar. Sin embargo, sorprendieron con un invicto 3-0 en la primera semana. En la segunda semana, Cloud9 sólo necesitaba una victoria para pasar a cuartos de final, pero fue incapaz de conseguirla: perdió cuatro partidas seguidas, incluida una en el desempate contra ahq. Quedaron terceros de su grupo, sólo por delante de Invictus Gaming.

#### Temporada 2016
Para la temporada 2016, Cloud9 añadió dos nuevos jugadores -Rush y Bunny FuFuu- y trasladó a Hai a la posición de apoyo, con la intención de dividir el tiempo con Bunny. Sin embargo, tras dos derrotas con Bunny y dos victorias con Hai en el split de primavera, apostaron por Hai a tiempo completo y alcanzaron un 67% de victorias, con un tercer puesto en los playoffs. Sin embargo, a pesar de la ventaja de la cabeza de serie, el equipo perdió contra TSM en la primera ronda y quedó eliminado. Sneaky acabó perdiendo los cuartos de final de los Mundiales con Cloud9 contra Samsung Galaxy.

#### Temporada 2017
Para la temporada 2017, Cloud9 prescindió de Meteos y añadió a Ray, el top laner de Apex Gaming, así como a Contractz, el jungler del equipo Challenger Series de Cloud9. Cloud9 demostró su solidez con esta plantilla y terminó en segunda posición con un porcentaje de victorias del 70% durante la fase regular, el más alto de todos los equipos. Tras su éxito de primavera, Cloud9 tuvo un split de verano razonablemente fuerte, terminando en 4ª posición. Cloud9 terminó clasificándose para el Campeonato Mundial de League of Legends 2017 a través del clasificatorio regional de NA, con una convincente victoria por 3-1 sobre Counter Logic Gaming. Su periplo en los Mundiales terminó en cuartos de final, donde perdieron 2-3 contra Team WE, de la League of Legends Pro League.

#### Temporada 2018
Cloud9 entró en la temporada 2018 sustituyendo a Contractz por el ex jungler de TSM, Svenskeren, y añadiendo a la novata top laner Licorice tras el fichaje de Impact por Team Liquid. Tras un fuerte comienzo de split y competir por un bye en los playoffs, Cloud9 flaqueó en las últimas semanas de la temporada regular y entró en los playoffs como 5º cabeza de serie tras una serie de desempates. Cloud9 cayó derrotado por 3-0 ante Team Liquid en cuartos de final.
Pocos días antes del comienzo del split de verano, el propietario de Cloud9, Jack Etienne, y el entrenador Reapered sorprendieron a la comunidad competitiva de League of Legends al anunciar que Sneaky, junto con Jensen y Smoothie, quedaban en el banquillo en favor de los jugadores de Cloud9 Academy Keith, Goldenglue y Zeyzal, respectivamente, alegando problemas de motivación y la preocupación de que el equipo titular no se clasificara para los playoffs. Cloud9 Academy dominó la liga de academias, pero el equipo de la LCS tuvo problemas y cayó al último puesto de la clasificación. Smoothie abandonó el equipo, pero Sneaky y Jensen se reincorporaron al equipo titular. Cloud9 encontró una fórmula ganadora utilizando una plantilla de 7 jugadores, y el equipo se mantuvo invicto en el segundo round robin para asegurarse el segundo puesto y una plaza en los playoffs de verano. Cloud9 se enfrentó a TSM en semifinales y derrotó a su histórico rival por 3-2, la primera vez que Cloud9 lo hacía en postemporada desde las finales de primavera de 2014. Cloud9 se enfrentó a Team Liquid en las finales de verano, donde Liquid volvió a derrotarles por 3-0.
Con su 2º puesto en el split de verano, Cloud9 fue cabeza de serie en la ronda final del clasificatorio regional para el Campeonato Mundial de League of Legends 2018, donde se enfrentaron una vez más a TSM. Cloud9 derrotó a TSM en un impresionante set de 3-0 y se clasificó para los Worlds como tercer cabeza de serie de Norteamérica. Cloud9 tuvo que pasar por la fase de play-in de los Worlds, quedando invictos 4-0 en su grupo y derrotando 3-2 a Gambit Esports para clasificarse para la fase de grupos. Quedaron encuadrados en el Grupo B (apodado «el grupo de la muerte») con Team Vitality, GenG Esports, defensor del título mundial, y Royal Never Give Up, favoritos del torneo. Tras un comienzo difícil, Cloud9 desafió las predicciones y escapó del grupo de la muerte con un 3-0 en el segundo round robin. Se enfrentaron a RNG en un desempate por el primer puesto y perdieron tras una reñida partida, por lo que entraron en la fase eliminatoria como segundos cabezas de serie.
Cloud9 se enfrentó a Afreeca Freecs en cuartos de final, donde derrotó al equipo coreano por 3-0, convirtiéndose en el primer equipo de Norteamérica en alcanzar el Top 4 en Worlds en siete años. Su partido de semifinales contra el equipo europeo Fnatic tuvo aún mayores implicaciones, ya que garantizó la aparición de un equipo occidental en las Finales Mundiales por primera vez desde el torneo inaugural en 2011. Fnatic derrotó a Cloud9 por 3-0. Por su participación en la milagrosa carrera de Cloud9 desde el último puesto en Norteamérica hasta el top 4 en Worlds, Sneaky fue elegido por votación de los fans para asistir al All-Star Event de 2018.

#### Temporada 2019
En la temporada 2019, Nisqy se unió como mid lane tras el fichaje de Jensen por Team Liquid. Cloud9 tuvo un split de primavera fuerte, terminando segundo en la temporada regular, pero fueron derrotados en una barrida inversa contra TSM en las semifinales. En verano Cloud9 tuvo un split fuerte, pero perdió contra Team Liquid en las finales en 5 partidas.
El 15 de enero de 2020, Sneaky abandonó el roster de Cloud9 en la NA LCS, pero siguió siendo propietario y asesor del equipo.

## Post-hiato
Actualmente se dedica a la retransmisión en Twitch, aunque sus compañeros especulan con la posibilidad de que regrese al juego profesional.
El 10 de julio de 2020, Sneaky regresó para un showmatch especial de la LCS y el antiguo equipo de Cloud9 se reunió con Balls, Meteos, Hai y LemonNation para enfrentarse a TSM Classic, formado por Dyrus, TheOddOne, VoyBoy (en sustitución de Reginald), WildTurtle y Xpecial.